# Tamaria ornata
Tamaria ornata är en sjöstjärneart som först beskrevs av Jean Baptiste François René Koehler 1910.  Tamaria ornata ingår i släktet Tamaria och familjen Ophidiasteridae. Inga underarter finns listade i Catalogue of Life.